# Omalodes bullatus
Omalodes bullatus är en skalbaggsart som beskrevs av Lewis 1905. Omalodes bullatus ingår i släktet Omalodes och familjen stumpbaggar. Inga underarter finns listade i Catalogue of Life.